# Cryptoprymna crassata
Cryptoprymna crassata är en stekelart som beskrevs av Huang 1991. Cryptoprymna crassata ingår i släktet Cryptoprymna och familjen puppglanssteklar. Inga underarter finns listade i Catalogue of Life.